# She Loves You
She Loves You is een lied van The Beatles, geschreven door John Lennon en Paul McCartney. Het lied is gebaseerd op een idee van McCartney. De single is een van de vijf Beatlesliedjes die tegelijk in de Amerikaanse top 10 stonden.
Het singlelabel vermeldde voor het eerst als schrijvers de namen van Lennon en McCartney in die volgorde, waar ze voorheen in omgekeerde volgorde werden vermeld.
She Loves You was, onder de naam Sie liebt dich de eerste van twee hits die de groep in het Duits opnamen (de andere was I Want to Hold Your Hand onder de titel Komm', gib mir deine Hand). Beide nummers werden door de Luxemburgse musicus Camillo Felgen vertaald in het Duits onder het pseudoniem van Jean Nicolas. Vaak staat er echter Felgen / Nicolas vermeld.

## Geschreven in een hotel
McCartney en Lennon schreven She Loves You na een concert in de Majestic Ballroom te Newcastle upon Tyne. Het optreden vormde onderdeel van een gezamenlijke tournee met Roy Orbison en Gerry & the Pacemakers. Volgens McCartney schreven ze het lied in een hotel aldaar. In 2003 ontstond het idee een herinneringsplaquette in het hotel te plaatsen, maar dat ging uiteindelijk niet door: Paul McCartney noch Ringo Starr, de laatste twee nog levende groepsleden, wisten nog of het nu het Imperial Hotel of het Royal Turk's Head hotel was.
Voor het overige zijn de feiten redelijk bekend. McCartney: "Zoals zo vaak speelde een ander liedje tijdens het schrijven door mijn hoofd; dat was de toenmalige hit van Bobby Rydell, Forget Him; we zaten in een bestelbusje en ik probeerde iets van een soort vraag-antwoordliedje te bedenken. Sommigen zouden "she loves you" zingen, waarop de anderen dan zouden moeten reageren met "yeah yeah". Daarna, in de hotelkamer, zaten John en ik met onze gitaren op een tweepersoonsbed en schreven het verder uit." De dag daarop werd bij McCartney thuis in Liverpool de laatste hand eraan gelegd.
Opvallend voor een liefdesliedje was dat She Loves You in de derde persoon was geschreven. Lennon verklaarde in een interview in 1980: "Ik schreef het samen met Paul, maar ik weet niet meer hoe. Het was Pauls idee om in plaats van "I love you" het in de derde persoon te schrijven. De kreet in het lied Wooooo keken we af van de The Isley Brothers, Twist and Shout, wat we zo ongeveer overal gingen toepassen."
George Martin, de producer van The Beatles, vond het 6-akkoord waarmee het liedje afsluit maar merkwaardig. McCartney (in 1982): "We wisten ten slotte George Martin te overtuigen, hoewel hij het veel te 'jazzy' vond. Maar wij vonden het prachtig, het moest gewoon."
De Nederlandse mediajournalist Ger Tillekens betoogt hierover: "Neem She Loves You. Het is maar net hoe men er naar luistert. Als een gouwe, ouwe popsong klinkt het liedje de luisteraar maar al te vertrouwd in de oren. Er lijkt ook weinig bijzonders mee aan de hand. Bezien vanuit een klassiek musicologisch perspectief zitten er in het geheel enkel een paar akkoorden verkeerd. Maar in 1963 was het voor de meeste Nederlanders uiterst verrassend. In exact twee minuten en zeventien seconden voerde de eerste Nederlandse hitnotering van The Beatles hen langs een hele reeks van muzikale noviteiten. Met dat in het achterhoofd is het luisteren naar She Loves You een andere ervaring. Het besef van de baanbrekende muzikale innovaties haalt iets terug van de Beatlemania, waarin het enthousiasme tot uiting kwam van jongeren die de beatmuziek als iets nieuws en iets anders."
In 1988 verstrekte McCartney wat meer informatie over dit meningsverschil: "We oefenden wat met het slot van She Loves You en gaven het aan George. Hij moest lachen en zei 'Dat moet je niet zo doen, het lijkt te veel op de Andrews Sisters.' We gingen vervolgens maar akkoord, 'Ok, we proberen het dan wel zonder'. We probeerden het zonder het slotstuk, het klonk niet goed. Toen ging hij overstag, 'Ik denk dat jullie toch gelijk hebben.'"

## Studio-opnamen
De opname op 1 juli 1963 kwam tot stand met gebruik van een tweesporenrecorder. Deze opname is deze na het maken van de uiteindelijke monomix gewist, net als Love Me Do, P.S. I Love You en de B-kant van She Loves You: I'll Get You. Dit was bij EMI toen een standaardprocedure voor alle hitsingles. Op het internet zwerven alternatieve stereomixen rond, gemaakt m.b.v. van de Engelstalige- en Duitstalige versies en speciale computerprogramma's (zie externe links).
De Duitse afdeling van EMI (Parlophone Records) besloot dat de enige manier om platen aldaar te kunnen verkopen betekende dat de opnamen in het Duits overgedaan moesten worden. The Beatles vonden het een stompzinnig idee, maar George Martins wil was (toen nog) wet en aldus kwam de Duitstalige opname tot stand: Sie liebt dich op 29 januari 1964. De opname vond plaats in Parijs en het was een van de zeldzame momenten dat The Beatles buiten Londen opnamen maakten, behalve Sie liebt dich werd ook een Duitstalige versie van I Want To Hold Your Hand opgenomen en het nieuwe All My Loving. Omdat bij Sie liebt dich de tweesporenband gewist was moest behalve de zang ook een deel van de muziek (de rhythm-track) opnieuw worden opgenomen.
De Duitse versie deed het goed in Duitsland, maar tegenwoordig is de Engelse versie daar beter bekend. Het bekende compilatiealbum Rode album bevat ook alleen de Engelse versie. Maar op het compilatiealbum Rarities staan beide Duitstalige nummers.

## Ontvangst
In augustus 1963 kwam de plaat uit en werd het de eerste grote hit voor The Beatles (hoogste notering: 9) in Nederland. Pas met I Want To Hold Your Hand behaalde de groep de eerste plaats in de hitlijsten van Nederland.
In het Verenigd Koninkrijk daarentegen werd She Loves You de grootste hit van The Beatles uit hun gehele repertoire (31 weken in de hitlijsten, waarvan 18 in de top 3). Het was daar tevens de bestverkochte single tot Paul McCartneys single Mull of Kintyre in 1978.
Met She Loves You braken The Beatles tevens maar vertraagd door in de Verenigde Staten, waar het in september 1963 werd uitgebracht maar eerst niks deed. Tv-programma CBS Morning News zond in de morgen van 22 november een reportage van vijf minuten uit over de Beatlemania in Engeland waar She loves you uitgebreid in figureerde, maar de herhaling ervan in de avonduren werd afgeblazen vanwege de moord op president Kennedy diezelfde dag. Pas toen eind december I want to hold your hand uitkwam, gingen de tieners ook in dat land overstag mede dankzij een optreden in de The Ed Sullivan Show. Daarna brak de Beatlemania ook daar goed los en kwam She loves you alsnog in de top 10 terecht, waar het zelfs twee weken op 1 stond, omringd door nóg vier Beatlesongs.

## Trivia
- The Beatles zongen het refrein van She Loves You opnieuw aan het einde van All You Need Is Love in 1967.
- In de glorietijd van de Beatles werd vaak gezegd dat hun zang voornamelijk uit "jee jee jee!" bestond. Dat was ontleend aan She Loves You.

## Bezetting
- Paul McCartney — basgitaar, leadzang
- John Lennon — akoestisch gitaar, leadzang
- George Harrison — gitaar, harmoniezang
- Ringo Starr — drums

## Hitnotering
| She loves you              | She loves you         | She loves you | She loves you | She loves you | She loves you | She loves you | She loves you | She loves you | She loves you | She loves you |
| Hitlijst                   | Datum van binnenkomst | Week:         | 1             |               | 2             | 3             |               | 4             |               |               |
| -------------------------- | --------------------- | ------------- | ------------- | ------------- | ------------- | ------------- | ------------- | ------------- | ------------- | ------------- |
| Tijd voor Teenagers Top 10 | 14-12-1963            | Positie:      | 10            | uit           |               |               |               |               |               |               |
| Tijd voor Teenagers Top 10 | 4-1-1964              | Positie:      |               |               | 7             | 8             | uit           |               |               |               |
| Tijd voor Teenagers Top 10 | 8-2-1964              | Positie:      |               |               |               |               |               | 9             | uit           |               |

### NPO Radio 2 Top 2000
| Nummer met noteringen in de NPO Radio 2 Top 2000 | '99 | '00  | '01  | '02  | '03  | '04  | '05  | '06  | '07  | '08  | '09  | '10  | '11  | '12  | '13  |
| ------------------------------------------------ | --- | ---- | ---- | ---- | ---- | ---- | ---- | ---- | ---- | ---- | ---- | ---- | ---- | ---- | ---- |
| She Loves You                                    | 527 | 1145 | 1489 | 1431 | 1231 | 1114 | 1526 | 1369 | 1328 | 1323 | 1474 | 1757 | 1964 | 1530 | 1586 |

1. ↑  Een vetgedrukt getal geeft de hoogste notering aan.
2. ↑  Deze tabel is bijgewerkt tot en met de laatste editie (2024).